# FAカップ2018-2019
FAカップ2018-2019は、2018年8月11日から2019年5月18日の期間に開催される、通算138回目のFAカップである。マンチェスター・シティが8大会ぶり6回目の優勝を果たした。

## 日程
| 試合     | 組み合わせ抽選会 | 開催日                 | 備考                                               |
| -------- | ---------------- | ---------------------- | -------------------------------------------------- |
| 予選     |                  | 2018年8月5日-10月14日  | 5部～10部参加                                      |
| 1回戦    | 2018年10月22日   | 2018年11月9日-12日     | リーグ1 (3部)、リーグ2 (4部)、予選勝者参加         |
| 2回戦    | 2018年11月12日   | 2018年11月30日-12月3日 |                                                    |
| 3回戦    | 2018年12月3日    | 2019年1月4日-7日       | プレミアリーグ (1部)、チャンピオンシップ (2部)参加 |
| 4回戦    | 2019年1月7日     | 2019年1月25日-28日     |                                                    |
| 5回戦    | 2019年1月28日    | 2019年2月15日-18日     |                                                    |
| 準々決勝 | 2019年2月18日    | 2019年3月16日・17日    |                                                    |
| 準決勝   | 2019年3月17日    | 2019年4月6日・7日      |                                                    |
| 決勝     | 2019年3月17日    | 2019年5月18日          |                                                    |

## 予選
イングランドの5部～10部の各ディビジョンに所属するクラブが参加。予備予選1回戦、同2回戦、予選1回戦、予選2回戦、予選3回戦、予選４回戦の計6回戦制で、最終の予選4回戦に勝利した32クラブが本戦に参加する権利を得る。
| 5部 16クラブ | 6部 13クラブ | 7部以下 3クラブ                                                                                              |
| - オールダーショット・タウン - バーネット - ボレアム・ウッド - ブロムリー - チェスターフィールド - ドーバー・アスレティック - エブスフリート・ユナイテッド - ゲーツヘッド - ハリファクス・タウン - ハートリプール・ユナイテッド - メイデンヘッド・ユナイテッド - メイドストーン・ユナイテッド - サルフォード・シティ - ソーリハル・ムーアズ - サットン・ユナイテッド - レクサム | - アルフレトン・タウン - ビラリキー・タウン - チョーリー - ギーズリー - ハンプトン・アンド・リッジモンド・ボロ - オックスフォード・シティ - サウスポート - スロウ・タウン - ストックポート・カウンティ - トーキー・ユナイテッド - ウェストン・スーパー・メア - ウォキング - ヨーク・シティ | 7部 - ハーリンゲイ・ボロ - ヒッチン・タウン - メトロポリタン・ポリス 8部 9部 10部 - 予選勝ち上がりクラブなし |

## 1回戦
組み合わせ抽選会は、2018年10月22日に行われた。このラウンドからは、リーグ1 (3部)の24クラブ、リーグ2 (4部)の24クラブと、予選を勝ち上がった32クラブが参加する。
なお、勝ち残っているクラブで最も低いディビジョンのクラブは、7部に所属するハーリンゲイ・ボロとヒッチン・タウンとメトロポリタン・ポリス (サザンフットボールリーグ・セントラルディヴィジョン)・(イスミアンリーグ・プレミアディヴィジョン)である。
| プレミアリーグ (1部) | チャンピオンシップ (2部) | リーグ1 (3部) | リーグ2 (4部) | 予選 (5部以下) | 合計      |
| -------------------- | ------------------------ | ------------- | ------------- | -------------- | --------- |
| 20 / 20              | 24 / 24                  | 24 / 24       | 24 / 24       | 32 / 32        | 124 / 124 |

| チーム #1                                  | スコア         | チーム #2                            | レポート |
| ------------------------------------------ | -------------- | ------------------------------------ | -------- |
| 2018年11月9日                              |                |                                      |          |
| ハーリンゲイ・ボロ (7)                     | 0 - 1          | AFCウィンブルドン (3)                | レポート |
| 2018年11月10日                             |                |                                      |          |
| メイデンヘッド・ユナイテッド (5)           | 0 - 4          | ポーツマス (3)                       | レポート |
| メイドストーン・ユナイテッド (5)           | 2 - 1          | マクルズフィールド・タウン (4)       | レポート |
| エブスフリート・ユナイテッド (5)           | 0 - 0 (再試合) | チェルトナム・タウン (4)             | レポート |
| スウィンドン・タウン (4)                   | 2 - 1          | ヨーク・シティ (6)                   | レポート |
| トーキー・ユナイテッド (6)                 | 0 - 1          | ウォキング (6)                       | レポート |
| スカンソープ・ユナイテッド (3)             | 2 - 1          | バートン・アルビオン (3)             | レポート |
| オールダーショット・タウン (5)             | 1 - 1 (再試合) | ブラッドフォード・シティ (3)         | レポート |
| グリムズビー・タウン (4)                   | 3 - 1          | ミルトン・キーンズ・ドンズ (4)       | レポート |
| ブロムリー (5)                             | 1 - 3          | ピーターバラ・ユナイテッド (3)       | レポート |
| サウスポート (6)                           | 2 - 0          | ボレアム・ウッド (5)                 | レポート |
| プリマス・アーガイル (3)                   | 1 - 0          | スティヴネイジ (4)                   | レポート |
| チェスターフィールド (5)                   | 1 - 1 (再試合) | ビラリキー・タウン (6)               | レポート |
| リンカーン・シティ (4)                     | 3 - 2          | ノーサンプトン・タウン (4)           | レポート |
| ヨーヴィル・タウン (4)                     | 1 - 3          | ストックポート・カウンティ (6)       | レポート |
| ベリー (4)                                 | 5 - 0          | ドーバー・アスレティック (5)         | レポート |
| ジリンガム (3)                             | 0 - 0 (再試合) | ハートリプール・ユナイテッド (6)     | レポート |
| オックスフォード・ユナイテッド (3)         | 0 - 0 (再試合) | フォレストグリーン・ローヴァーズ (4) | レポート |
| トレンメア・ローヴァーズ (4)               | 3 - 3 (再試合) | オックスフォード・シティ (6)         | レポート |
| アクリントン・スタンリー (3)               | 1 - 0          | コルチェスター・ユナイテッド (4)     | レポート |
| バーンズリー (3)                           | 4 - 0          | ノッツ・カウンティ (4)               | レポート |
| メトロポリタン・ポリス (7)                 | 0 - 2          | ニューポート・カウンティ (4)         | レポート |
| ウォルソール (3)                           | 3 - 2          | コヴェントリー・シティ (3)           | レポート |
| ロッチデール (3)                           | 2 - 1          | ゲーツヘッド (5)                     | レポート |
| サットン・ユナイテッド (5)                 | 0 - 0 (再試合) | スロウ・タウン (6)                   | レポート |
| エクセター・シティ (4)                     | 2 - 3          | ブラックプール (3)                   | レポート |
| ルートン・タウン (3)                       | 2 - 0          | ウィコム・ワンダラーズ (3)           | レポート |
| モアカム (4)                               | 0 - 0 (再試合) | ハリファクス・タウン (6)             | レポート |
| クルー・アレクサンドラ (4)                 | 0 - 1          | カーライル・ユナイテッド (4)         | レポート |
| サウスエンド・ユナイテッド (3)             | 1 - 1 (再試合) | クローリー・タウン (4)               | レポート |
| 2018年11月11日                             |                |                                      |          |
| マンスフィールド・タウン (4)               | 1 - 1 (再試合) | チャールトン・アスレティック (3)     | レポート |
| チョーリー (6)                             | 2 - 2 (再試合) | ドンカスター・ローヴァーズ (3)       | レポート |
| アルフレトン・タウン (6)                   | 1 - 4          | フリートウッド・タウン (3)           | レポート |
| バーネット (5)                             | 1 - 1 (再試合) | ブリストル・ローヴァーズ (3)         | レポート |
| シュルーズベリー・タウン (3)               | 1 - 1 (再試合) | サルフォード・シティ (5)             | レポート |
| ヒッチン・タウン (7)                       | 0 - 2          | ソーリハル・ムーアズ (5)             | レポート |
| ギーズリー (6)                             | 4 - 3          | ケンブリッジ・ユナイテッド (4)       | レポート |
| ウェストン・スーパー・メア (6)             | 0 - 2          | レクサム (5)                         | レポート |
| ポート・ヴェイル (4)                       | 1 - 2          | サンダーランド (3)                   | レポート |
| 2018年11月12日                             |                |                                      |          |
| ハンプトン・アンド・リッジモンド・ボロ (6) | 1 - 2          | オールダム・アスレティック (4)       | レポート |

### 再試合
| チーム #1                            | スコア          | チーム #2                          | レポート |
| ------------------------------------ | --------------- | ---------------------------------- | -------- |
| 2018年11月20日                       |                 |                                    |          |
| チェルトナム・タウン (4)             | 2 - 0           | エブスフリート・ユナイテッド (5)   | レポート |
| チャールトン・アスレティック (3)     | 5 - 0           | マンスフィールド・タウン (4)       | レポート |
| ブラッドフォード・シティ (3)         | 1 - 1 (4-1 (p)) | オールダーショット・タウン (5)     | レポート |
| ドンカスター・ローヴァーズ (3)       | 7 - 0           | チョーリー (6)                     | レポート |
| ビラリキー・タウン (6)               | 1 - 3           | チェスターフィールド (5)           | レポート |
| フォレストグリーン・ローヴァーズ (4) | 0 - 3           | オックスフォード・ユナイテッド (3) | レポート |
| オックスフォード・シティ (6)         | 0 - 2           | トレンメア・ローヴァーズ (4)       | レポート |
| スロウ・タウン (6)                   | 1 - 1 (8-7 (p)) | サットン・ユナイテッド (5)         | レポート |
| ハリファクス・タウン (6)             | 1 - 0           | モアカム (4)                       | レポート |
| クローリー・タウン (4)               | 2 - 6 (延長)    | サウスエンド・ユナイテッド (3)     | レポート |
| 2018年11月21日                       |                 |                                    |          |
| ブリストル・ローヴァーズ (3)         | 1 - 2           | バーネット (5)                     | レポート |
| ハートリプール・ユナイテッド (6)     | 3 - 4 (延長)    | ジリンガム (3)                     | レポート |
| サルフォード・シティ (5)             | 1 - 3           | シュルーズベリー・タウン (3)       | レポート |

## 2回戦
組み合わせ抽選会は、2018年11月12日に行われた。
なお、勝ち残っているクラブで最も低いディビジョンのクラブは、6部に所属する6クラブ (カンファレンス・ノース)・(カンファレンス・サウス)である。
| プレミアリーグ (1部) | チャンピオンシップ (2部) | リーグ1 (3部) | リーグ2 (4部) | 予選 (5部以下) | 合計     |
| -------------------- | ------------------------ | ------------- | ------------- | -------------- | -------- |
| 20 / 20              | 24 / 24                  | 20 / 24       | 9 / 24        | 11 / 32        | 84 / 124 |

| チーム #1                        | スコア         | チーム #2                          | レポート |
| -------------------------------- | -------------- | ---------------------------------- | -------- |
| 2018年11月30日                   |                |                                    |          |
| ソーリハル・ムーアズ (5)         | 0 - 0 (再試合) | ブラックプール (3)                 | レポート |
| 2018年12月1日                    |                |                                    |          |
| ハリファクス・タウン (6)         | 1 - 3          | AFCウィンブルドン (3)              | レポート |
| サウスエンド・ユナイテッド (3)   | 2 - 4          | バーンズリー (3)                   | レポート |
| ピーターバラ・ユナイテッド (3)   | 2 - 2 (再試合) | ブラッドフォード・シティ (3)       | レポート |
| メイドストーン・ユナイテッド (5) | 0 - 2          | オールダム・アスレティック (4)     | レポート |
| リンカーン・シティ (4)           | 2 - 0          | カーライル・ユナイテッド (4)       | レポート |
| プリマス・アーガイル (3)         | 1 - 2          | オックスフォード・ユナイテッド (3) | レポート |
| ウォルソール (3)                 | 1 - 1 (再試合) | サンダーランド (3)                 | レポート |
| アクリントン・スタンリー (3)     | 3 - 1          | チェルトナム・タウン (4)           | レポート |
| チャールトン・アスレティック (3) | 0 - 2          | ドンカスター・ローヴァーズ (3)     | レポート |
| レクサム (5)                     | 0 - 0 (再試合) | ニューポート・カウンティ (4)       | レポート |
| 2018年12月2日                    |                |                                    |          |
| ベリー (4)                       | 0 - 1          | ルートン・タウン (3)               | レポート |
| トレンメア・ローヴァーズ (4)     | 1 - 1 (再試合) | サウスポート (6)                   | レポート |
| シュルーズベリー・タウン (3)     | 1 - 0          | スカンソープ・ユナイテッド (3)     | レポート |
| チェスターフィールド (5)         | 0 - 2          | グリムズビー・タウン (4)           | レポート |
| スウィンドン・タウン (4)         | 0 - 1          | ウォキング (6)                     | レポート |
| バーネット (5)                   | 1 - 0          | ストックポート・カウンティ (6)     | レポート |
| ロッチデール (3)                 | 0 - 1          | ポーツマス (3)                     | レポート |
| スロウ・タウン (6)               | 0 - 1          | ジリンガム (3)                     | レポート |
| 2018年12月3日                    |                |                                    |          |
| ギーズリー (6)                   | 1 - 2          | フリートウッド・タウン (3)         | レポート |

### 再試合
| チーム #1                    | スコア          | チーム #2                      | レポート |
| ---------------------------- | --------------- | ------------------------------ | -------- |
| 2018年12月11日               |                 |                                |          |
| ニューポート・カウンティ (4) | 4 - 0           | レクサム (5)                   | レポート |
| ブラッドフォード・シティ (3) | 4 - 4 (2-3 (p)) | ピーターバラ・ユナイテッド (3) | レポート |
| サンダーランド (3)           | 0 - 1           | ウォルソール (3)               | レポート |
| 2018年12月17日               |                 |                                |          |
| サウスポート (6)             | 0 - 2           | トレンメア・ローヴァーズ (4)   | レポート |
| 2018年12月18日               |                 |                                |          |
| ブラックプール (3)           | 3 - 2 (延長)    | ソーリハル・ムーアズ (5)       | レポート |

## 3回戦
組み合わせ抽選会は、2018年12月3日に行われた。このラウンドから、プレミアリーグ (1部)の20クラブ、チャンピオンシップ (2部)の24クラブが参加する。
なお、勝ち残っているクラブで最も低いディビジョンのクラブは、6部に所属するウォキング  (カンファレンス・サウス)である。
| 2019年1月4日 | トレンメア・ローヴァーズ (4) | 0 - 7    | トッテナム・ホットスパー (1)                                                          | バーケンヘッド                                                       |  |
| 19:45        |                              | レポート | オーリエ 40分, 55分 · ジョレンテ 48分, 71分, 72分 · ソン・フンミン 57分 · ケイン 82分 | 競技場: プレントン・パーク 観客数: 12,553人 主審: アンドレ・マリナー |  |

| 2019年1月5日 | シェフィールド・ウェンズデイ (2) | 0 - 0 (再試合) | ルートン・タウン (3) | シェフィールド                                                             |  |
| 12:30        |                                  | レポート       |                      | 競技場: ヒルズボロ・スタジアム 観客数: 16,974人 主審: ロバート・ジョーンズ |  |

| 2019年1月5日 | マンチェスター・ユナイテッド (1) | 2 - 0    | レディング (2) | マンチェスター                                                                     |  |
| 12:30        | マタ 22分 (pen.) · ルカク 45+4分 | レポート |                | 競技場: オールド・トラッフォード 観客数: 73,918人 主審: ステュアート・アットウェル |  |

| 2019年1月5日 | シュルーズベリー・タウン (3) | 1 - 1 (再試合) | ストーク・シティ (2) | シュルーズベリー                                                                      |  |
| 12:30        | ノーバーン 45+4分 (pen.)     | レポート       | クラウチ 78分        | 競技場: モンゴメリー・ウォーターズ・メドー 観客数: 7,512人 主審: デイヴィッド・ウェブ |  |

| 2019年1月5日 | ボーンマス (1) | 1 - 3    | ブライトン・アンド・ホーヴ・アルビオン (1)      | ボーンマス                                                                   |  |
| 12:30        | ピュー 55分    | レポート | クノッカール 31分 · ビスマ 34分 · アンドネ 64分 | 競技場: バイタリティ・スタジアム 観客数: 10,522人 主審: マイケル・オリヴァー |  |

| 2019年1月5日 | ウェストハム・ユナイテッド (1)           | 2 - 0    | バーミンガム・シティ (2) | ロンドン                                                               |  |
| 12:30        | アルナウトヴィッチ 2分 · キャロル 90+1分 | レポート |                          | 競技場: ロンドン・スタジアム 観客数: 54,840人 主審: ロジャー・イースト |  |

| 2019年1月5日 | バーンリー (1)       | 1 - 0    | バーンズリー (3) | バーンリー                                                       |  |
| 12:30        | ウッド 90+2分 (pen.) | レポート |                  | 競技場: ターフ・ムーア 観客数: 11,053人 主審: サイモン・フーパー |  |

| 2019年1月5日 | ウェスト・ブロムウィッチ・アルビオン (2) | 1 - 0    | ウィガン・アスレティック (2) | ウェスト・ブロムウィッチ                                         |  |
| 12:30        | サコ 31分                                | レポート |                              | 競技場: ザ・ホーソンズ 観客数: 15,465人 主審: キース・ストラウド |  |

| 2019年1月5日 | ボルトン・ワンダラーズ (2)                                           | 5 - 2    | ウォルソール (3)                     | ボルトン                                                                |  |
| 15:00        | ドナルドソン 58分 · マゲニス 61分, 80分, 87分 · ガスリー 63分 (o.g.) | レポート | クック 19分 · ビーバーズ 68分 (o.g.) | 競技場: マクロン・スタジアム 観客数: 5,506人 主審: ダレン・イングランド |  |

| 2019年1月5日 | ジリンガム (3) | 1 - 0    | カーディフ・シティ (1) | ジリンガム                                                                        |  |
| 15:00        | リスト 81分    | レポート |                        | 競技場: プリーストフィールド・スタジアム 観客数: 7,090人 主審: ティム・ロビンソン |  |

| 2019年1月5日 | ブレントフォード (2) | 1 - 0    | オックスフォード・ユナイテッド (3) | ロンドン                                                                |  |
| 15:00        | モペイ 80分 (pen.)   | レポート |                                    | 競技場: グリフィン・パーク 観客数: 6,106人 主審: ジェレミー・シンプソン |  |

| 2019年1月5日 | エヴァートン (1)                  | 2 - 1    | リンカーン・シティ (4) | リヴァプール                                                         |  |
| 15:00        | ルックマン 12分 · ベルナルジ 14分 | レポート | ボストウィック 28分    | 競技場: グディソン・パーク 観客数: 37,900人 主審: ジョン・ブルックス |  |

| 2019年1月5日 | チェルシー (1)    | 2 - 0    | ノッティンガム・フォレスト (2) | ロンドン                                                                     |  |
| 15:00        | モラタ 49分, 59分 | レポート |                                | 競技場: スタンフォード・ブリッジ 観客数: 40,544人 主審: アンディー・マドレー |  |

| 2019年1月5日 | ダービー・カウンティ (2)          | 2 - 2 (再試合) | サウサンプトン (1)   | ダービー                                              |  |
| 15:00        | マリオット 58分 · ローレンス 61分 | レポート       | レドモンド 4分, 48分 | 競技場: プライド・パーク・スタジアム 観客数: 17,095人 |  |

| 2019年1月5日 | アクリントン・スタンリー (3) | 1 - 0    | イプスウィッチ・タウン (2) | アクリントン                                                              |  |
| 15:00        | キー 76分                    | レポート |                            | 競技場: ワム・スタジアム 観客数: 2,869人 主審: ディーン・ホワイトストーン |  |

| 2019年1月5日 | フリートウッド・タウン (3)             | 2 - 3    | AFCウィンブルドン (3)                                 | フリートウッド                                                      |  |
| 15:00        | マッデン 70分 · エヴァンス 72分 (pen.) | レポート | バーチャム 16分 · ハーティガン 55分 · アッピアー 90分 | 競技場: ハイベリー・スタジアム 観客数: 2,131人 主審: ロス・ジョイス |  |

| 2019年1月5日 | ミドルズブラ (2)                                                              | 5 - 0    | ピーターバラ・ユナイテッド (3) | ミドルズブラ                                                                     |  |
| 15:00        | アソムバロンガ 47分, 70分 · フレンド 50分 · ウィング 62分 · フレッチャー 87分 | レポート |                                | 競技場: リヴァーサイド・スタジアム 観客数: 11,647人 主審: ジェームズ・リニントン |  |

| 2019年1月5日 | アストン・ヴィラ (2) | 0 - 3    | スウォンジー・シティ (2)                                     | バーミンガム                                                       |  |
| 15:00        |                      | レポート | ベイカー＝リチャードソン 2分 · ダイアー 47分 · フルトン 78分 | 競技場: ヴィラ・パーク 観客数: 30,572人 主審: ギャヴィン・ウォード |  |

| 2019年1月5日 | ニューカッスル・ユナイテッド (1) | 1 - 1 (再試合) | ブラックバーン・ローヴァーズ (2) | ニューカッスル・アポン・タイン                                               |  |
| 17:30        | リッチー 84分 (pen.)             | レポート       | ダック 56分                      | 競技場: セント・ジェームズ・パーク 観客数: 36,440人 主審: ケヴィン・フレンド |  |

| 2019年1月5日 | クリスタル・パレス (1) | 1 - 0    | グリムズビー・タウン (4) | ロンドン                                                                     |  |
| 17:30        | アイェウ 86分          | レポート |                          | 競技場: セルハースト・パーク 観客数: 19,967人 主審: マーティン・アトキンソン |  |

| 2019年1月5日 | ブリストル・シティ (2) | 1 - 0    | ハダースフィールド・タウン (1) | ブリストル                                                                       |  |
| 17:30        | ブラウンヒル 72分      | レポート |                                | 競技場: アシュトン・ゲート・スタジアム 観客数: 12,179人 主審: ピーター・バンクス |  |

| 2019年1月5日 | ブラックプール (3) | 0 - 3    | アーセナル (1)                        | ブラックプール                                                            |  |
| 17:30        |                    | レポート | ウィロック 11分, 37分 · イウォビ 82分 | 競技場: ブルームフィールド・ロード 観客数: 8,955人 主審: マイク・ディーン |  |

| 2019年1月5日 | ノリッジ・シティ (2) | 0 - 1    | ポーツマス (3)  | ノリッジ                                                       |  |
| 17:30        |                      | レポート | グリーン 90+4分 | 競技場: キャロウ・ロード 観客数: 23,201人 主審: ダレン・ボンド |  |

| 2019年1月6日 | ミルウォール (2)        | 2 - 1    | ハル・シティ (2) | ロンドン                                                      |  |
| 14:00        | ファーガソン 81分, 84分 | レポート | トラル 52分      | 競技場: ザ・デン 観客数: 5,307人 主審: アンディー・ウールマー |  |

| 2019年1月6日 | プレストン・ノース・エンド (2) | 1 - 3    | ドンカスター・ローヴァーズ (3)                       | プレストン                                                        |  |
| 14:00        | ヒューズ 56分                  | レポート | マークイス 5分 · アンダーソン 72分 · ウィルクス 87分 | 競技場: ディープデイル 観客数: 8,101人 主審: アンディ・デイヴィス |  |

| 2019年1月6日 | フラム (1)  | 1 - 2    | オールダム・アスレティック (4)     | ロンドン                                                                 |  |
| 14:00        | オドイ 52分 | レポート | サリッジ 76分 (pen.) · ラング 88分 | 競技場: クレイヴン・コテージ 観客数: 16,134人 主審: アンソニー・テイラー |  |

| 2019年1月6日 | マンチェスター・シティ (1)                                                                                                   | 7 - 0    | ロザラム・ユナイテッド (2) | マンチェスター                                                             |  |
| 14:00        | スターリング 12分 · フォーデン 43分 · アジャイ 45+1分 (o.g.) · ジェズス 52分 · マフレズ 73分 · オタメンディ 78分 · サネ 85分 | レポート |                            | 競技場: エティハド・スタジアム 観客数: 52,708人 主審: デイヴィッド・コート |  |

| 2019年1月6日 | ウォキング (6) | 0 - 2    | ワトフォード (1)                | ウォキング                                                                      |  |
| 14:00        |                | レポート | ヒューズ 13分 · ディーニー 74分 | 競技場: キングスフィールド・スタジアム 観客数: 5,717人 主審: グレアム・スコット |  |

| 2019年1月6日 | クイーンズ・パーク・レンジャーズ (2)   | 2 - 1    | リーズ・ユナイテッド (2) | ロンドン                                                               |  |
| 14:00        | オテー 23分 (pen.) · ビッドウェル 75分 | レポート | ハルメ 25分              | 競技場: ロフタス・ロード 観客数: 11,637人 主審: ジェフ・エルトリンガム |  |

| 2019年1月6日 | シェフィールド・ユナイテッド (2) | 0 - 1    | バーネット (5)           | シェフィールド                                                      |  |
| 14:00        |                                  | レポート | クルサースト 21分 (pen.) | 競技場: ブラモール・レーン 観客数: 9,906人 主審: トニー・ハリントン |  |

| 2019年1月6日 | ニューポート・カウンティ (4)       | 2 - 1    | レスター・シティ (1) | ニューポート                                                        |  |
| 16:30        | マット 10分 · アモンド 85分 (pen.) | レポート | ゲザル 82分          | 競技場: ロドニー・パレード 観客数: 6,705人 主審: クリス・カヴァナー |  |

| 2019年1月7日 | ウルヴァーハンプトン・ワンダラーズ (1) | 2 - 1    | リヴァプール (1) | ウルヴァーハンプトン                                                     |  |
| 19:45        | ヒメネス 38分 · ネヴェス 55分          | レポート | オリジ 51分      | 競技場: モリニュー・スタジアム 観客数: 25,849人 主審: ポール・ティアニー |  |

### 再試合
| 2019年1月15日 | ルートン・タウン (3) | 0 - 1    | シェフィールド・ウェンズデイ (2) | ルートン                                                              |  |
| 19:45         |                      | レポート | ヌヒウ 46分                      | 競技場: ケニルワース・ロード 観客数: 9,259人 主審: ティム・ロビンソン |  |

| 2019年1月15日 | ブラックバーン・ローヴァーズ (2)        | 2 - 4 (延長) | ニューカッスル・ユナイテッド (1)                                     | ブラックバーン                                                     |  |
| 19:45         | アームストロング 33分 · レニハン 45+1分 | レポート     | S.ロングスタッフ 1分 · ロバーツ 22分 · ホセル 105+3分 · ペレス 106分 | 競技場: イーウッド・パーク 観客数: 14,228人 主審: リー・プロバート |  |

| 2019年1月15日 | ストーク・シティ (2)  | 2 - 3    | シュルーズベリー・タウン (3)                                 | ストーク＝オン＝トレント                  |  |
| 20:00         | キャンベル 20分, 36分 | レポート | ボルトン 71分 · オケナバーヒー 77分 (pen.) · ローレント 81分 | 競技場: Bet365スタジアム 観客数: 10,261人 |  |

| 2019年1月16日                                             | サウサンプトン (1)                      | 2 - 2 (延長) (3-5 PK戦)                              | ダービー・カウンティ (2)          | サウサンプトン                                                                   |  |
| 19:45                                                     | アームストロング 68分 · レドモンド 70分 | レポート                                             | ウィルソン 76分 · ワグホーン 82分 | 競技場: セント・メリーズ・スタジアム 観客数: 14,651人 主審: アンソニー・テイラー |  |
|                                                           |                                         | PK戦                                                 |                                   |                                                                                  |  |
| ウォード＝プラウズ レドモンド ヴェスターゴーア ターゲット |                                         | ワグホーン ニュージェント マウント ローレンス キーオ |                                   |                                                                                  |  |

## 4回戦
組み合わせ抽選会は、2019年1月7日に行われた。
| 2019年1月25日 | ブリストル・シティ (2)         | 2 - 1    | ボルトン・ワンダラーズ (2) | ブリストル                                                                               |  |
| 19:45         | オダウダ 8分 · エリアソン 30分 | レポート | ビーバーズ 6分             | 競技場: アシュトン・ゲート・スタジアム 観客数: 13,747人 主審: ステュアート・アットウェル |  |

| 2019年1月25日 | アーセナル (1)    | 1 - 3    | マンチェスター・ユナイテッド (1)                    | ロンドン                                                                 |  |
| 19:55         | オーバメヤン 43分 | レポート | サンチェス 31分 · リンガード 33分 · マルシャル 82分 | 競技場: エミレーツ・スタジアム 観客数: 59,571人 主審: クレイグ・ポーソン |  |

| 2019年1月26日 | アクリントン・スタンリー (3) | 0 - 1    | ダービー・カウンティ (2) | アクリントン                                                    |  |
| 12:30         |                              | レポート | ワグホーン 78分          | 競技場: ワム・スタジアム 観客数: 5,397人 主審: ジョナサン・モス |  |

| 2019年1月26日 | スウォンジー・シティ (2)                                | 4 - 1    | ジリンガム (3) | スウォンジー                                                             |  |
| 15:00         | マクバーニー 10分, 32分 · ツェリナ 73分 · マッケイ 81分 | レポート | リース 51分    | 競技場: リバティ・スタジアム 観客数: 15,080人 主審: ダレン・イングランド |  |

| 2019年1月26日 | シュルーズベリー・タウン (3)                | 2 - 2 (再試合) | ウルヴァーハンプトン・ワンダラーズ (1) | シュルーズベリー                                                                    |  |
| 15:00         | ドチャーティ 47分 · ウォーターフォール 71分 | レポート       | ヒメネス 75分 · ドハーティ 90+3分      | 競技場: モンゴメリー・ウォーターズ・メドー 観客数: 9,503人 主審: ロジャー・イースト |  |

| 2019年1月26日 | ブライトン・アンド・ホーヴ・アルビオン (1) | 0 - 0 (再試合) | ウェスト・ブロムウィッチ・アルビオン (2) | ブライトン                                                   |  |
| 15:00         |                                            | レポート       |                                          | 競技場: AMEXスタジアム 観客数: 27,001人 主審: リー・メイソン |  |

| 2019年1月26日 | ドンカスター・ローヴァーズ (3) | 2 - 1    | オールダム・アスレティック (4) | ドンカスター                                                               |  |
| 15:00         | ホワイトマン 68分, 90分 (pen.) | レポート | クラーク 84分                  | 競技場: キープモート・スタジアム 観客数: 11,260人 主審: ピーター・バンクス |  |

| 2019年1月26日 | ニューカッスル・ユナイテッド (1) | 0 - 2    | ワトフォード (1)            | ニューカッスル・アポン・タイン                                                 |  |
| 15:00         |                                  | レポート | グレー 61分 · サクセス 90分 | 競技場: セント・ジェームズ・パーク 観客数: 34,604人 主審: デイヴィッド・コート |  |

| 2019年1月26日 | ミドルズブラ (2) | 1 - 1 (再試合) | ニューポート・カウンティ (4) | ミドルズブラ                                                                 |  |
| 15:00         | アジャラ 51分    | レポート       | ドラン 90+3分                | 競技場: リヴァーサイド・スタジアム 観客数: 15,794人 主審: ジョン・ブルックス |  |

| 2019年1月26日 | マンチェスター・シティ (1)                                                                              | 5 - 0    | バーンリー (1) | マンチェスター                                                           |  |
| 15:00         | ジェズス 23分 · ベルナルド・シウバ 52分 · デ・ブライネ 61分 · ロング 73分 (o.g.) · アグエロ 85分 (pen.) | レポート |                | 競技場: エティハド・スタジアム 観客数: 50,121人 主審: グレアム・スコット |  |

| 2019年1月26日 | ポーツマス (3)     | 1 - 1 (再試合) | クイーンズ・パーク・レンジャーズ (2) | ポーツマス                                                             |  |
| 15:00         | リンチ 63分 (o.g.) | レポート       | ウェルズ 74分                        | 競技場: フラットン・パーク 観客数: 19,378人 主審: ギャヴィン・ウォード |  |

| 2019年1月26日 | ミルウォール (2)                                    | 3 - 2    | エヴァートン (1)                  | ロンドン                                                     |  |
| 17:30         | グレゴリー 45+2分 · クーパー 75分 · ウォレス 90+4分 | レポート | リシャルリソン 43分 · トスン 72分 | 競技場: ザ・デン 観客数: 16,354人 主審: マイケル・オリヴァー |  |

| 2019年1月26日 | AFCウィンブルドン (3)                                     | 4 - 2    | ウェストハム・ユナイテッド (1)              | ウィンブルドン                                                                          |  |
| 19:45         | アッピアー 34分 · ワグスタッフ 41分, 46分 · シビック 88分 | レポート | ルーカス 57分 · フェリペ・アンデルソン 71分 | 競技場: チェリーレッド・レコード・スタジアム 観客数: 4,777人 主審: アンソニー・テイラー |  |

| 2019年1月27日 | クリスタル・パレス (1)                    | 2 - 0    | トッテナム・ホットスパー (1) | ロンドン                                                               |  |
| 16:00         | ウィッカム 9分 · タウンゼント 34分 (pen.) | レポート |                              | 競技場: セルハースト・パーク 観客数: 19,491人 主審: ケヴィン・フレンド |  |

| 2019年1月27日 | チェルシー (1)                                       | 3 - 0    | シェフィールド・ウェンズデイ (2) | ロンドン                                                                   |  |
| 18:00         | ウィリアン 26分 (pen.), 83分 · ハドソン＝オドイ 64分 | レポート |                                  | 競技場: スタンフォード・ブリッジ 観客数: 37,433人 主審: アンドレ・マリナー |  |

| 2019年1月28日 | バーネット (5)                              | 3 - 3 (再試合) | ブレントフォード (2)                               | バーネット                                                                |  |
| 19:45         | コールサースト 50分, 53分 · スパークス 75分 | レポート       | ワトキンス 40分 · モペイ 60分 (pen.) · カノス 72分 | 競技場: ザ・ハイヴ・スタジアム 観客数: 6,215人 主審: アンディー・マドレー |  |

### 再試合
| 2019年2月5日 | ウルヴァーハンプトン・ワンダラーズ (1)     | 3 - 2    | シュルーズベリー・タウン (3)    | ウルヴァーハンプトン                                                   |  |
| 19:45        | ドハーティ 2分, 45+6分 · カヴァレイロ 62分 | レポート | ボルトン 11分 · ローレント 39分 | 競技場: モリニュー・スタジアム 観客数: 28,844人 主審: リー・プロバート |  |

| 2019年2月5日 | ニューポート・カウンティ (4)      | 2 - 0    | ミドルズブラ (2) | ニューポート                                                                |  |
| 19:45        | ウィルモット 47分 · アモンド 67分 | レポート |                  | 競技場: ロドニー・パレード 観客数: 6,552人 主審: ステュアート・アットウェル |  |

| 2019年2月5日 | クイーンズ・パーク・レンジャーズ (2) | 2 - 0    | ポーツマス (3) | ロンドン                                                             |  |
| 19:45        | ウェルズ 70分 · スミス 77分          | レポート |                | 競技場: ロフタス・ロード 観客数: 13,115人 主審: デイヴィッド・コート |  |

| 2019年2月5日 | ブレントフォード (2)                         | 3 - 1    | バーネット (5)  | ブレントフォード                                                    |  |
| 19:45        | カノス 7分 · ジャンヴィエ 32分 · モペイ 71分 | レポート | トゥトンダ 74分 | 競技場: グリフィン・パーク 観客数: 6,954人 主審: ロジャー・イースト |  |

| 2019年2月6日 | ウェスト・ブロムウィッチ・アルビオン (2) | 1 - 3 (延長) | ブライトン・アンド・ホーヴ・アルビオン (1) | ウェスト・ブロムウィッチ                                        |  |
| 20:05        | バートリー 77分                          | レポート     | アンドネ 82分 · マレー 104分, 117分        | 競技場: ザ・ホーソンズ 観客数: 8,645人 主審: ポール・ティアニー |  |

## 5回戦
組み合わせ抽選会は、2019年1月28日に行われた。なお今大会から、このラウンドでの再試合が廃止される。
| 2019年2月15日 | クイーンズ・パーク・レンジャーズ (2) | 0 - 1    | ワトフォード (1) | ロンドン                                                             |  |
| 19:45         |                                      | レポート | カプエ 45+1分    | 競技場: ロフタス・ロード 観客数: 17,212人 主審: マイケル・オリヴァー |  |

| 2019年2月16日 | ブライトン・アンド・ホーヴ・アルビオン (1) | 2 - 1    | ダービー・カウンティ (2) | ブライトン                                                         |  |
| 12:30         | クノッカール 33分 · ロカディア 45+2分      | レポート | コール 81分              | 競技場: AMEXスタジアム 観客数: 24,562人 主審: デイヴィッド・コート |  |

| 2019年2月16日 | AFCウィンブルドン (3) | 0 - 1    | ミルウォール (2) | ウィンブルドン                                                                      |  |
| 15:00         |                       | レポート | ウォレス 5分     | 競技場: チェリーレッド・レコード・スタジアム 観客数: 4,795人 主審: ジョナサン・モス |  |

| 2019年2月16日 | ニューポート・カウンティ (4) | 1 - 4    | マンチェスター・シティ (1)                          | ニューポート                                                        |  |
| 17:30         | アモンド 88分                | レポート | サネ 51分 · フォーデン 75分, 89分 · マフレズ 90+4分 | 競技場: ロドニー・パレード 観客数: 9,680人 主審: アンドレ・マリナー |  |

| 2019年2月17日 | ブリストル・シティ (2) | 0 - 1    | ウルヴァーハンプトン・ワンダラーズ (1) | ブリストル                                                                             |  |
| 13:00         |                        | レポート | カヴァレイロ 28分                      | 競技場: アシュトン・ゲート・スタジアム 観客数: 24,394人 主審: マーティン・アトキンソン |  |

| 2019年2月17日 | ドンカスター・ローヴァーズ (3) | 0 - 2    | クリスタル・パレス (1)           | ドンカスター                                                             |  |
| 16:00         |                                | レポート | シュルップ 8分 · マイヤー 45+2分 | 競技場: キープモート・スタジアム 観客数: 14,010人 主審: マイク・ディーン |  |

| 2019年2月17日 | スウォンジー・シティ (2)                                                   | 4 - 1    | ブレントフォード (2) | スウォンジー                                                                   |  |
| 16:00         | ダニエルズ 49分 (o.g.) · ジェームズ 53分 · ツェリナ 66分 · バイアーズ 90分 | レポート | ワトキンス 28分      | 競技場: リバティ・スタジアム 観客数: 11,261人 主審: ステュアート・アットウェル |  |

| 2019年2月18日 | チェルシー (1) | 0 - 2    | マンチェスター・ユナイテッド (1) | ロンドン                                                                   |  |
| 19:30         |                | レポート | エレーラ 31分 · ポグバ 45分      | 競技場: スタンフォード・ブリッジ 観客数: 40,562人 主審: ケヴィン・フレンド |  |

## 準々決勝
組み合わせ抽選会は、2019年2月18日に行われた。
| 2019年3月16日 | ワトフォード (1)          | 2 - 1    | クリスタル・パレス (1) | ワトフォード                                                           |  |
| 12:15         | カプエ 27分 · グレー 79分 | レポート | バチュアイ 62分        | 競技場: ヴィカレージ・ロード 観客数: 18,104人 主審: ケヴィン・フレンド |  |

| 2019年3月16日 | スウォンジー・シティ (2)               | 2 - 3    | マンチェスター・シティ (1)                                         | スウォンジー                                          |  |
| 17:20         | グライムス 20分 (pen.) · ツェリナ 29分 | レポート | ベルナルド・シウバ 69分 · ノルフェルト 78分 (o.g.) · アグエロ 88分 | 競技場: リバティ・スタジアム 主審: アンドレ・マリナー |  |

| 2019年3月16日 | ウルヴァーハンプトン・ワンダラーズ (1) | 2 - 1    | マンチェスター・ユナイテッド (1) | ウルヴァーハンプトン                                                           |  |
| 19:55         | ヒメネス 70分 · ジョッタ 76分          | レポート | ラッシュフォード 90+5分          | 競技場: モリニュー・スタジアム 観客数: 31,004人 主審: マーティン・アトキンソン |  |

| 2019年3月17日                                               | ミルウォール (2)                  | 2 - 2 (延長) (4-5 PK戦)                                 | ブライトン・アンド・ホーヴ・アルビオン (1) | ロンドン                                                   |  |
| 14:00                                                       | ピアース 70分 · オブライエン 79分 | レポート                                                | ロカディア 88分 · マーチ 90+5分            | 競技場: ザ・デン 観客数: 17,137人 主審: クリス・カヴァナー |  |
|                                                             |                                   | PK戦                                                    |                                            |                                                            |  |
| ウィリアムス タニクリフ レオナード ロメオ モリソン クーパー |                                   | マレー ロカディア マーチ プレパー スティーブンス ダンク |                                            |                                                            |  |

## 準決勝
組み合わせ抽選会は、2019年3月17日に行われた。
| 2019年4月6日 17:30 |

| マンチェスター・シティ (1) | 1 - 0    | ブライトン・アンド・ホーヴ・アルビオン (1) |
| ジェズス 4分               | レポート |                                            |

| ウェンブリー・スタジアム, ウェンブリー 観客数: 71,521人 主審: アンソニー・テイラー |

| 2019年4月7日 16:00 |

| ワトフォード (1)                                    | 3 - 2 (延長) | ウルヴァーハンプトン・ワンダラーズ (1) |
| デウロフェウ 79分, 104分 · ディーニー 90+4分 (pen.) | レポート     | ドハーティ 36分 · ヒメネス 62分        |

| ウェンブリー・スタジアム, ウェンブリー 観客数: 80,092人 主審: マイケル・オリヴァー |

## 決勝
| 2019年5月18日 17:00 BST |

| マンチェスター・シティ (1)                                                      | 6 - 0    | ワトフォード (1) |
| シルバ 26分 · ジェズス 38分, 68分 · デ・ブライネ 61分 · スターリング 81分, 87分 | レポート |                  |

| ウェンブリー・スタジアム, ウェンブリー 観客数: 85,854人 主審: ケヴィン・フレンド |

| マンチェスター・シティ | ワトフォード |

| GK                         | 31 | エデルソン                   |      |      |
| RB                         | 2  | カイル・ウォーカー           |      |      |
| CB                         | 4  | ヴァンサン・コンパニ         |      |      |
| CB                         | 14 | アイメリク・ラポルテ         |      |      |
| LB                         | 35 | オレクサンドル・ジンチェンコ |      |      |
| RM                         | 20 | ベルナルド・シウバ           |      |      |
| CM                         | 8  | イルカイ・ギュンドアン       |      | 73分 |
| LM                         | 21 | ダビド・シルバ               | 60分 | 79分 |
| RF                         | 26 | リヤド・マフレズ             |      | 55分 |
| CF                         | 33 | ガブリエル・ジェズス         |      |      |
| LF                         | 7  | ラヒーム・スターリング       |      |      |
| サブメンバー               |    |                              |      |      |
| GK                         | 49 | アリヤネット・ムリッチ       |      |      |
| DF                         | 3  | ダニーロ                     |      |      |
| DF                         | 5  | ジョン・ストーンズ           |      | 79分 |
| DF                         | 30 | ニコラス・オタメンディ       |      |      |
| MF                         | 17 | ケヴィン・デ・ブライネ       |      | 55分 |
| MF                         | 19 | レロイ・サネ                 |      | 73分 |
| FW                         | 10 | セルヒオ・アグエロ           |      |      |
| 監督                       |    |                              |      |      |
| ジョゼップ・グアルディオラ |    |                              |      |      |

| GK             | 1  | エウレリョ・ゴメス       |      |      |
| RB             | 21 | キコ・フェメニア         | 80分 |      |
| CB             | 6  | エイドリアン・マリアッパ |      |      |
| CB             | 15 | クレイグ・キャスカート   |      |      |
| LB             | 25 | ホセ・ホレバス           |      |      |
| RM             | 19 | ウィル・ヒューズ         |      | 73分 |
| CM             | 16 | アブドゥライェ・ドゥクレ | 22分 |      |
| CM             | 29 | エティエンヌ・カプエ     |      |      |
| LM             | 37 | ロベルト・ペレイラ       |      | 66分 |
| CF             | 7  | ジェラール・デウロフェウ |      | 66分 |
| CF             | 9  | トロイ・ディーニー       |      |      |
| サブメンバー   |    |                          |      |      |
| GK             | 26 | ベン・フォスター         |      |      |
| DF             | 2  | ダリル・ヤンマート       |      |      |
| DF             | 11 | アダム・マジーナ         |      |      |
| DF             | 27 | クリスティアン・カバセレ |      |      |
| MF             | 8  | トム・クレヴァリー       |      | 73分 |
| FW             | 10 | アイザック・サクセス     |      | 66分 |
| FW             | 18 | アンドレ・グレイ         |      | 66分 |
| 監督           |    |                          |      |      |
| ハビ・グラシア |    |                          |      |      |

| FAカップ 2018-2019 優勝               |
| ------------------------------------- |
| マンチェスター・シティ 8大会ぶり6回目 |